# Arthrodermataceae
Die Arthrodermataceae sind eine Pilz-Familie aus der Ordnung der Onygenales. Viele ihrer Arten leben als Dermatophyten auf der Haut verschiedener Säugetiere oder des Menschen.

## Merkmale
Sie bilden als Fruchtkörper kleine dünnwandige, ungestielte Kleistothecien  aus. Sie sind mit einem lockeren aus Hyphen gebildeten Peridium bedeckt, das komplexe Anhänge besitzt. Ein Gewebe zwischen den  Schläuchen ist nicht vorhanden. Diese sind klein kugelig oder sackförmig, dünnwandig und schnell vergänglich. Die Ascosporen sind unseptiert und an den Polen abgeflacht, glatt und ohne eine gelatinöse Hülle ausgebildet.
Ein Stroma ist nicht vorhanden.
Oft ist nur die Nebenfruchtform bekannt. Diese sind hyphomycetisch und thallisch ausgebildet. Sie bilden dickwandige Konidien, die manchmal septiert und ornamentiert sein können.

## Ökologie und Verbreitung
Bodenlebende Arten der Familie der Arthrodermataceae leben auf Substraten, die Keratin enthalten, wie Böden oder Vogelnester. Sehr viele Arten leben auf Säugetieren inklusive des Menschen und sind als Dermatophyten bekannt. Sie sind daher sehr weit verbreitet.

## Bedeutung
Viele Arten wachsen auf Haaren, Haut und Nägeln und lösen als Dermatophyten verschiedene Dermatophytosen wie zum Beispiel Ringelflechten aus.

## Taxonomie
Die Arthrodermataceae wurden von  M.V. Locquin 1972 erstbeschrieben, allerdings war die Beschreibung ungültig. 1985 beschrieb Randolph S. Currah die Familie gültig. Es kommen 3 Gattungen vor.
- Arthroderma
- Ctenomyces
- Shanorella

Folgende drei Gattungen sind nur in ihrer Nebenfruchtform bekannt:
- Epidermophyton
  - Epidermophyton floccosum
- Microsporum
  - Microsporum canis
  - Microsporum gypseum
- Trichophyton